# Левадовка
Левадовка (укр. Левадівка) — село, относится к Николаевскому району Одесской области Украины.
Население по переписи 2001 года составляло 824 человека. Почтовый индекс — 67020. Телефонный код — 8-04857. Занимает площадь 2,22 км². Код КОАТУУ — 5123582201.

## Местный совет
67020, Одесская обл., Николаевский р-н, с. Левадовка, ул. Ленина, 95б